# Dion (Grekland)

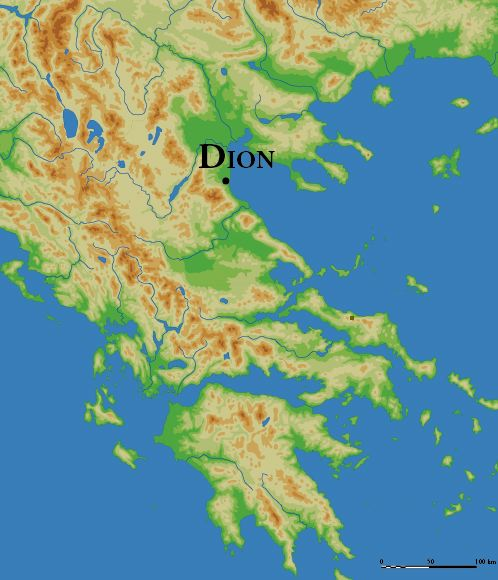

Dion (lat. Dium) ligger i det grekiska landskapet Makedonien, i norra Grekland. Det antika Dion var av viss betydelse då det var beläget intill berget Olympen och arkeologiska utgrävningar visar att det var här man ärade Zeus.
Staden fick sitt namn efter guden Zeus (grekiska "Dias")